# Kazuko Kōri

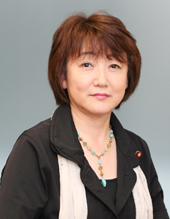
Kazuko Kōri 2012

Kazuko Kōri (jap. 郡 和子 Kōri Kazuko; * 31. März 1957 in Sendai, Präfektur Miyagi) ist eine japanische Politikerin und seit 2017 Bürgermeisterin von Sendai, der Präfekturhauptstadt von Miyagi. Von 2005 bis 2017 war sie Abgeordnete im nationalen Abgeordnetenhaus für den Wahlkreis Miyagi 1 und den Verhältniswahlblock Tōhoku, zuletzt als Mitglied der Demokratischen Fortschrittspartei.
Kōri studierte an der Tōhoku-Gakuin-Universität und wurde anschließend Mitarbeiterin von Tōhoku Hōsō (TBC), wo sie in der Nachrichtenredaktion tätig war. 2005 verließ sie das Unternehmen für den Wechsel in die Politik.
Sie kandidierte bei der nationalen Abgeordnetenhauswahl 2005 für die Demokratische Partei im vakanten Wahlkreis Miyagi 1, der Teile der Stadt Sendai umfasst. Dort war der vorherige Abgeordnete, der Demokrat Azuma Konno, im April wegen Wahlgesetzverstößen zurückgetreten. Kōri unterlag um rund 2000 Stimmen dem ehemaligen Präfekturparlamentsabgeordneten Tōru Doi (LDP), gewann mit ihrer knappen Mehrheitswahlniederlage aber den ersten der fünf Verhältniswahlsitze der Demokraten in Tōhoku. 2009 setzte sie sich klar gegen Doi bei der Mehrheitswahl durch, 2012 und 2014 unterlag sie, blieb aber jeweils über die Verhältniswahl Abgeordnete. Während der Regierungszeit der Demokraten war sie von 2011 bis 2012 politische Sekretärin (daijin seimukan) im Kabinettsamt, später in der Wiederaufbaubehörde. 2016 beteiligte sie sich an der Fusion der Demokratischen Partei mit der Ishin no Tō zur Demokratischen Fortschrittspartei.
Im Juli 2017 verließ Kōri die Partei und das Abgeordnetenhaus für eine Kandidatur bei der bevorstehenden Bürgermeisterwahl in der Stadt Sendai. Amtsinhaberin Emiko Okuyama hatte im Frühjahr angekündigt, nach zwei Amtszeiten nicht mehr zu kandidieren, und unterstützte nun gemeinsam mit Mitte-rechts-Parteien (LDP, Kōmeitō, Kokoro) die Kandidatur des Unternehmers Hironori Sugawara; Kōris Bewerbung wurde aus Mitte-links-Parteien (DFP, KPJ, LP, SDP) unterstützt, daneben kandidierten ohne Parteiunterstützung die ehemaligen Nationalabgeordneten Hiroki Hayashi (ehemals Minna→Yui→Ishin→DFP) und Miyo Ōkubo (ex-LDP). Kōri setzte sich mit 43,0 % der Stimmen gegen Sugawara (38,7 %) und die beiden anderen Kandidaten (Hayashi 16,0 %; Ōkubo 2,3 %) durch. 2021 wurde sie gegen Miyo Ōkubo, die inzwischen wieder ihren Geburtsnamen Kanō angenommen hatte, als einzige Herausforderin mit über 84 % der Stimmen ungefährdet für eine zweite Amtszeit wiedergewählt.